# Cratere Oodnadatta
Oodnadatta  è un cratere sulla superficie di Marte.